# Балка Стульнева
Балка Стульнева — балка (річка) в Україні у Дергачівському районі Харківської області. Права притока річки Комишувахи (басейн Дону).

## Опис
Довжина балки приблизно 3 км . Формується декількома безіменними балками та загатою.

## Розташування
Бере початок на північно-західній стороні від селища Нове. Тече переважно на північний захід через і на східній околиці селища Слатине впадає у річку Комишуваху, ліву притоку річки Лопань.

## Цікаві факти
- У XX столітті на балці існували водосховища, молочно-тваринні ферми (МТФ) та декілька газових свердловин[2].